# Paul Genevay
Paul Genevay (La Côte-Saint-André, Tercera República francesa, 21 de enero de 1939-Ruy-Montceau, Francia, 11 de marzo de 2022) fue un atleta francés, especializado en la prueba de 4 × 100 m en la que llegó a ser medallista de bronce olímpico en 1964.

## Carrera deportiva
En los JJ. OO. de Tokio 1964 ganó la medalla de bronce en los relevos de 4 x 100 metros, con un tiempo de 39.3 segundos, llegando a meta tras Estados Unidos que con 39.0 segundos batió el récord del mundo, y Polonia (plata con 39.3 s), siendo sus compañeros de equipo: Bernard Laidebeur, Claude Piquemal y Jocelyn Delecour.